# Deutschland sucht den Superstar/Staffel 13
Die 13. Staffel  der deutschen Gesangs-Castingshow Deutschland sucht den Superstar wurde ab dem 2. Januar 2016 von RTL ausgestrahlt. Es galt das Motto „No Limits“ und die Altersgrenze wurde von 30 auf 40 Jahre angehoben. Das Finale fand am 7. Mai 2016 im ISS Dome in Düsseldorf statt. Sieger der Staffel wurde Prince Damien. Neben einem Preisgeld in Höhe von 500.000 Euro erhielt er einen Plattenvertrag mit Universal Music.

## Re-Recall in Jamaika (Top 32)

### Teilnehmer
- Angel Valentine Flukes aus Plymouth (England)
- Angelika Ewa Turo aus Duisburg – Top-10-Kandidatin, vor der ersten Event-Show aufgrund ihrer Schwangerschaft ausgestiegen
- Anita Wiegand (Marcellina Weiss) aus Kiel – Semifinalistin, nahm bereits bei DSDS Kids teil[2]
- Attila Talan aus Budapest (Ungarn)
- Aytug Gün aus Mannheim – Top-10-Kandidat
- Benjamin Ondera aus Singen
- Christina Hofmann aus Burgdorf
- Dalia Hibish aus Berlin – durch eine Aktion der BILD-Zeitung für den Recall qualifiziert[3]
- Florian Fesl aus Freyung
- Francesco Kiesewetter aus Duisburg
- Franziska Gillo aus Bonn
- Igor Barbosa aus Bassum – Semifinalist
- Jana Deutsch aus Cloppenburg
- Jasmin Scholz (Stella Joyce) aus Stuttgart
- Yelsenel „Jason“ Acosta Medina (L-Cubano) aus Berlin
- Jessica Holzhauer aus Stuttgart
- Laura van den Elzen aus Gemert (Niederlande) – 2. Platz, nahm bereits 2015 teil[4]
- Lindsay Traore aus Hagen
- Manuela Iengo (Manu Jay) aus Kassel
- Mark Hoffmann aus Norderstedt – Semifinalist
- Prince Damien Ritzinger aus München – Sieger
- Ramona Carmen Dominique Mihajilovic aus Berlin – Top-10-Kandidatin, für Angelika Ewa Turo in die Top 10 nachgerückt
- René Müller aus Zweibrücken
- Ruben Thurnim aus Aalsmeer (Niederlande)
- Sandra Berger aus Karlsruhe – Top-10-Kandidatin
- Sandro Malinowski aus Essen
- Stephen (James) Klumb aus Bad Münster
- Tallana Gabriel aus Berlin
- Thomas Katrozan aus Leipzig  – 3. Platz
- Tobias Soltau aus Pinneberg – Top-10-Kandidat
- Vlada-Viola Kuznetsova aus Bamberg
- Walter Zauner (Voldo) aus Wien (Österreich)

## Live-Tour-Eventshows

### Kandidaten
| Platz | Kandidat                | Ausgeschieden am       |
| ----- | ----------------------- | ---------------------- |
| 1.    | Prince Damien Ritzinger | Sieger                 |
| 2.    | Laura van den Elzen     | 7. Mai Finale          |
| 3.    | Thomas Katrozan         | 7. Mai Finale          |
| 4.    | Anita Wiegand           | 30. April Halbfinale   |
| 5.    | Igor Barbosa            | 30. April Halbfinale   |
| 6.    | Mark Hoffmann           | 30. April Halbfinale   |
| 7.    | Sandra Berger           | 23. April              |
| 8.    | Tobias Soltau           | 23. April              |
| 9.    | Ramona Mihajilovic      | 23. April              |
| 10.   | Aytug Gün               | 16. April              |
|       | Angelika Ewa Turo       | freiwilliger Rücktritt |

### Resultate
|          | Erste Event-Show Erlebnisbergwerk Merkers | Zweite Event-Show Kloster Eberbach | Dritte Event-Show Landschaftspark Duisburg-Nord | Vierte Event-Show ISS Dome (1. Entscheidung) | Vierte Event-Show ISS Dome (2. Entscheidung) |
| -------- | ----------------------------------------- | ---------------------------------- | ----------------------------------------------- | -------------------------------------------- | -------------------------------------------- |
| Platz 1  | Anita 24,9 %                              | Prince 22,0 %                      | Prince 33,1 %                                   | Prince 52,1 %                                | Prince 65,5 %                                |
| Platz 2  | Prince 17,1 %                             | Anita 17,8 %                       | Laura 23,1 %                                    | Laura 24,1 %                                 | Laura 34,5 %                                 |
| Platz 3  | Laura 10,6 %                              | Laura 17,2 %                       | Thomas 13,9 %                                   | Thomas 23,8 %                                |                                              |
| Platz 4  | Thomas 09,4 %                             | Mark 09,5 %                        | Anita 12,2 %                                    |                                              |                                              |
| Platz 5  | Ramona 09,1 %                             | Thomas 08,5 %                      | Igor 10,5 %                                     |                                              |                                              |
| Platz 6  | Mark 08,3 %                               | Igor 08,1 %                        | Mark 07,2 %                                     |                                              |                                              |
| Platz 7  | Igor 06,8 %                               | Sandra 06,2 %                      |                                                 |                                              |                                              |
| Platz 8  | Sandra 05,5 %                             | Tobias 05,9 %                      |                                                 |                                              |                                              |
| Platz 9  | Tobias 04,4 %                             | Ramona 04,9 %                      |                                                 |                                              |                                              |
| Platz 10 | Aytug 04,0 %                              |                                    |                                                 |                                              |                                              |

### Erste Event-Show
Die erste Event-Show wurde am 13. April in Thüringen im Erlebnisbergwerk Merkers aufgezeichnet und schließlich am 16. April ausgestrahlt. Der Gruppensong der Top 10 war Another Brick in the Wall von Pink Floyd. Bevor die Show mit den Top 10 begann, gab Moderator Oliver Geissen bekannt, dass Kandidatin Angelika Turo aufgrund ihrer Schwangerschaft die Show freiwillig verlassen hatte und an ihrer Stelle die im Recall ausgeschiedene Ramona Mihajilovic nachrückt. Angelika Turo sang am Ende der Show außer Konkurrenz Ich will immer wieder … dieses Fieber spür’n von Helene Fischer. Im Anschluss an die aufgezeichnete Sendung wurde die Entscheidung live verkündet. Kandidat Aytug Gün konnte die wenigsten Zuschauer von sich überzeugen und musste die Show verlassen. Die Event-Show erhielt einen Eintrag im Guinness-Buch der Rekorde als tiefste unter der Erde produzierte TV-Show.
|  | Startnr. | Name                    | Alter* | Interpret, Lied                                   | Bemerkung     | Platzierung |
|  | -------- | ----------------------- | ------ | ------------------------------------------------- | ------------- | ----------- |
|  | 01       | Laura van den Elzen     | 18     | Joan Jett – I Love Rock ’n’ Roll                  | weiter        | 3 (10,61 %) |
|  | 02       | Tobias Soltau           | 19     | Joris – Herz über Kopf                            | weiter        | 9 0(4,37 %) |
|  | 03       | Mark Hoffmann           | 19     | Tim Bendzko – Unter die Haut                      | weiter        | 6 0(8,33 %) |
|  | 04       | Aytug Gün               | 27     | Robin Schulz feat. Francesco Yates – Sugar        | ausgeschieden | 10 (3,97 %) |
|  | 05       | Sandra Berger           | 28     | Andrea Berg – Diese Nacht ist jede Sünde wert     | weiter        | 8 0(5,51 %) |
|  | 06       | Thomas Katrozan         | 35     | Marius Müller-Westernhagen – Sexy                 | weiter        | 4 0(9,41 %) |
|  | 07       | Anita Wiegand           | 17     | Avicii – Addicted to You                          | weiter        | 1 (24,88 %) |
|  | 08       | Igor Barbosa            | 20     | Zayn Malik – Pillowtalk                           | weiter        | 7 0(6,78 %) |
|  | 09       | Prince Damien Ritzinger | 25     | SDP feat. Adel Tawil – Ich will nur dass du weißt | weiter        | 2 (17,09 %) |
|  | 10       | Ramona Mihajilovic      | 16     | Elle King – Ex’s and Oh’s                         | weiter        | 5 0(9,05 %) |

### Zweite Event-Show
Die zweite Event-Show wurde am 20. April in Hessen im Kloster Eberbach aufgezeichnet und schließlich am 23. April ausgestrahlt. Der Gruppensong der ersten neun war Geiles Leben von Glasperlenspiel. Die Kandidatin Sandra Berger feierte in der Show ihre Hochzeit mit ihrem langjährigen Freund Victor und trat direkt danach auf. Alle Kandidaten sangen auf Deutsch. Im Anschluss an die aufgezeichnete Sendung wurde die Entscheidung live verkündet. Die Kandidaten Ramona Mihajilovic, Tobias Soltau und Sandra Berger mussten die Show danach verlassen.
|  | Startnr. | Name                    | Alter* | Interpret, Lied                               | Bemerkung     | Platzierung |
|  | -------- | ----------------------- | ------ | --------------------------------------------- | ------------- | ----------- |
|  | 1        | Ramona Mihajilovic      | 16     | Namika – Lieblingsmensch                      | ausgeschieden | 9 0(4,91 %) |
|  | 2        | Thomas Katrozan         | 35     | Seeed – Aufstehn                              | weiter        | 5 0(8,46 %) |
|  | 3        | Igor Barbosa            | 20     | Teesy – Keine Rosen                           | weiter        | 6 0(8,05 %) |
|  | 4        | Anita Wiegand           | 17     | Glashaus – Wenn das Liebe ist                 | weiter        | 2 (17,81 %) |
|  | 5        | Laura van den Elzen     | 18     | Vanessa Mai – Ich sterb für dich              | weiter        | 3 (17,24 %) |
|  | 6        | Tobias Soltau           | 19     | Revolverheld – Ich lass für dich das Licht an | ausgeschieden | 8 0(5,92 %) |
|  | 7        | Prince Damien Ritzinger | 25     | Eff – Stimme                                  | weiter        | 1 (21,98 %) |
|  | 8        | Mark Hoffmann           | 19     | Philipp Poisel – Ich will nur                 | weiter        | 4 0(9,54 %) |
|  | 9        | Sandra Berger           | 28     | Helene Fischer – Unser Tag                    | ausgeschieden | 7 0(6,18 %) |

### Halbfinale
Das Halbfinale wurde am 27. April im Landschaftspark Duisburg-Nord aufgezeichnet und am 30. April ausgestrahlt. Der Gruppensong der ersten sechs war Get Down Saturday Night von Oliver Cheatham. Außerdem sangen sie den von Dieter Bohlen komponierten Song Wir heben ab. Im Anschluss an die aufgezeichnete Sendung wurde die Entscheidung live verkündet. Die Kandidaten Anita Wiegand, Mark Hoffmann und Igor Barbosa mussten danach die Show verlassen.
|  | Startnr. | Name                    | Alter* | 1. Interpret, Lied               | 2. Interpret, Lied                                                    | Bemerkung     | Platzierung |
|  | -------- | ----------------------- | ------ | -------------------------------- | --------------------------------------------------------------------- | ------------- | ----------- |
|  | 01       | Laura van den Elzen     | 18     | Anastacia – One day in your life | Tina Turner – Proud Mary                                              | weiter        | 2 (23,09 %) |
|  | 02       | Anita Wiegand           | 17     | Anastacia – One day in your life | Sarah Connor – Keiner ist wie du                                      | ausgeschieden | 4 (12,17 %) |
|  | 03       | Thomas Katrozan         | 35     | Andreas Bourani – Auf uns        | Rio Reiser – König von Deutschland                                    | weiter        | 3 (13,94 %) |
|  | 04       | Mark Hoffmann           | 19     | Andreas Bourani – Auf uns        | Andreas Bourani – Auf anderen Wegen                                   | ausgeschieden | 6 0(7,18 %) |
|  | 05       | Igor Barbosa            | 20     | Johannes Oerding – Alles brennt  | Marlon – Was immer du willst                                          | ausgeschieden | 5 (10,48 %) |
|  | 06       | Prince Damien Ritzinger | 25     | Johannes Oerding – Alles brennt  | Gestört aber geil & Koby Funk feat. Wincent Weiss – Unter meiner Haut | weiter        | 1 (33,14 %) |

### Das Finale
Das Finale wurde am 7. Mai 2016 im ISS Dome Düsseldorf live im RTL-Fernsehen ausgestrahlt. Die ersten zehn sangen als Gruppensong 1999. Des Weiteren traten die ersten sechs erneut mit Wir heben ab von Dieter Bohlen auf. Darüber hinaus standen einige der schrägsten DSDS-Kandidaten der gesamten 13. Staffel, Aische Pervers, Kazim Akboga, die Papayas, sowie Dauerkandidat und Dschungelkönig Menderes Bağcı mit ihren eigenen Songs Caffé Latte, Is mir egal, Bei DSDS ist alles erlaubt und Music Is My Life auf der Bühne. Während der Sendung verließ Thomas Katrozan nach der 1. Entscheidung als Drittplatzierter die Sendung. Der diesjährige Finalsong ist das von Dieter Bohlen komponierte Lied Glücksmoment und wurde von den beiden Finalisten Prince Damien und Laura van den Elzen gesungen. Im Anschluss wurde die zweite Entscheidung verkündet: Prince Damien Ritzinger gewann die 13. Staffel und somit 500.000 € und einen Plattenvertrag. Laura van den Elzen wurde Zweitplatzierte. Auch Laura van den Elzens und Thomas Katrozans Versionen des Siegersongs Glücksmoment wurden bereits während der Show auf den Downloadportalen angeboten. Medienberichten zufolge blieb die Finalsendung mit 3,6 Millionen Zuschauern weit hinter den Erwartungen zurück (Bei der ersten Staffel erreichten die Live-Shows noch bis zu 15 Millionen Zuschauer). Ebenso wurde bemängelt, dass das Publikum vor Ort trotz hoher Eintrittspreise weitgehend ignoriert wurde.
|  | Startnr. | Name                    | Alter* | 1. Interpret, Lied       | Staffelhighlight 2. Interpret, Lied | Finalsong 3. Interpret, Lied       | Bemerkung                       | Platzierung                                                          |
|  | -------- | ----------------------- | ------ | ------------------------ | ----------------------------------- | ---------------------------------- | ------------------------------- | -------------------------------------------------------------------- |
|  | 01       | Laura van den Elzen     | 18     | Dolly Parton – 9 to 5    | Alannah Myles – Black Velvet        | Laura van den Elzen – Glücksmoment | Zweitplatzierte der 13. Staffel | 2 (1. Entscheidung: 24,07 %) (2. Entscheidung: 34,46 %)              |
|  | 02       | Thomas Katrozan         | 35     | 10cc – Dreadlock Holiday | vorher ausgeschieden                | vorher ausgeschieden               | ausgeschieden                   | 3 (1. Entscheidung: 23,81 %) (2. Entscheidung: vorher ausgeschieden) |
|  | 03       | Prince Damien Ritzinger | 25     | James Bay – Let It Go    | Eff – Stimme                        | Prince Damien – Glücksmoment       | Gewinner der 13. Staffel        | 1 (Gewinner) (1. Entscheidung: 52,12 %) (2. Entscheidung: 65,54 %)   |

## Die Top 6 Live in Concert
Erstmals in der Geschichte von Deutschland sucht den Superstar waren die Top 6 – Igor Barbosa, Laura van den Elzen, Mark Hoffmann, Thomas Katrozan, Prince Damien Ritzinger und Anita Wiegand – auf Deutschlandtour. Die Tournee dauerte vom 22. Mai bis zum 8. Juni 2016 und führte durch dreizehn deutsche Städte.

## Diverses
Menderes Bağcı nahm auch wieder an dieser DSDS-Staffel teil. Dies war seine dreizehnte Teilnahme bei DSDS. Er kam allerdings nicht in den Recall.